# 石橋直
石橋 直（いしばし ただし、昭和15年（1940年）1月2日 - ）日本の実業家。準大手ゼネコン西松建設の代表取締役社長兼執行役員社長。愛媛県出身。

## 人物
小沢一郎民主党代表側への違法献金事件に関する同社の社内調査で不正が確認され、事件当時に代表権を持っていた石橋社長は6月末の株主総会時に退任する見通しとなった。石橋社長は、一部の会社トップの専権事項として、小沢代表側との関係が長年にわたって築かれていたと強調した
。

## 略歴
- 昭和39年（1964年）3月 - 法政大学経営学部経営学科卒業[1] 4月 - 西松建設入社[1]
- 平成9年（1997年）6月 - 四国支店長[1]
- 平成10年（1998年）6月 - 取締役[1]
- 平成12年（2000年）6月 - 常務取締役[1]
- 平成14年（2002年）6月 - 専務取締役・建築営業本部長[1]
- 平成15年（2003年）6月 - 代表取締役副社長[1]
- 平成18年（2006年）6月 - 代表取締役副社長兼執行役員副社長[1]
- 平成21年（2009年）1月 - 代表取締役社長兼執行役員社長[1]